# Отруйний плющ (фільм, 1992)
«Отруйний плющ» (англ. Poison Ivy) — американський еротичний трилер 1992 р., режисерки Кетт Ші і сценаристки Мелісси Годдард. Головні ролі виконували: Дрю Беррімор, Том Скерріт, Сара Гілберт і Шеріл Ледд. Оригінальна музика — Девіда Майкла Френка. Продовження фільму Отруйний плющ 2: Лілі 1996 р.,

## Сюжет
Фільм починається з історії знайомства двох дівчат, які навчаються у елітній школі. Одна з них, Сільвія, з багатої сім'ї, інша ж, Айві (насправді це не справжнє ім'я: Сільвія придумала його експромтом, побачивши у своєї нової знайомої татуювання у вигляді плющ а, (англ. Ivy — «плющ»), свого справжнього імені героїня так і не повідомила, а сама використовувала псевдонім Айві, тому що їй, очевидно, лестило порівняння з плющем) — із досить бідної. Айві говорить про свою матір, що та була наркоманкою і рано померла. Об'єднує дівчат тільки одне — ненависть до всього людства. Причому якщо Сільвія впадає в ненависть лише в моменти загострення підліткових спалахів гніву (вона, як і багато важких підлітків, найчастіше недобре відгукується навіть про своїх батьків, не кажучи вже про всіх інших), то Айві виключно жорстока за своєю природою. Вже на самому початку фільму Айві демонструє, на що вона в принципі здатна,— спокійно добиває собаку, що вмирає, залізною трубою. Сільвія вирішує у всьому бути схожою на свою подружку (досі друзів у неї не було): такою ж розкутою, впевненою та жвавою. Вона запрошує її у свій багатий будинок, де Айві з радістю залишається. Мати Сільвії, хвора на емфізему легенів, починає добре ставитись до Айві через її зовнішню жвавість і товариськість, ну а батько — просто як велелюбний чоловік до молоденької кокетки (дружина його давно вже не задовольняє, адже вона хвора і слабка).
Немов гнучкий, чіпкий, отруйний плющ, Айві обплутує членів сім'ї. Сільвія поволі стає незадоволена своєю подругою: її починає все більше дратувати, що та постійно тягне ковдру на себе. Так, одного разу вона приревнувала Айві до свого песика, коли той вважав за краще піти на поклик Айві, а не коханої господині. Айві не приховує, що із задоволенням користується Сільвією та її домом. Її мета тепер — закріпитися в цьому будинку. І вона починає спокушати батька Сільвії, успішного телевізійника. Той має слабкість до алкогольних напоїв, але всі останні роки ретельно утримується. Айві ж потроху споює його, через це в нього починаються проблеми на роботі, проте він цього ніби не помічає і все більше насолоджується присутністю Айві. Одного разу дружина помічає це, але не може нічого вдіяти - їй залишається тільки гірко зітхати про загублену хворобою молодость і зрідка подумувати про самогубство. Для того, щоб стати повноправною господаркою в будинку, Айві вирішується усунути зі своєї дороги мати Сільвії. Айві трошки підштовхує хвору, коли та вкотре стала перед відкритим вікном і несерйозно задумалася про стрибок.
Сільвія з батьком не підозрюють Айві у вбивстві, проте останній не надто засмучений: тепер він може собі дозволити кохатися скільки завгодно з Айві. Айві відкрито одягає найкращу сукню покійної, демонструючи, що тепер буде замість неї. Сильвія одного разу, роз'їжджаючи з подругою на машині (Айві за кермом), звертає увагу, що та дещо наспівує. Сільвія сама вигадала цю мелодію і записала матері на диск, причому нікому більше ніколи про неї не говорила і не грала її. Отже, Айві могла чути це лише в кімнаті матері перед її смертю. Припущення вражає дівчину, але відразу Айві, ніби ненароком, робить автоаварію. Сама вона отримала лише синець, а Сільвія втрачає свідомость. Тоді Айві перетягує «подружку» на сидіння водія, а сама йде. То була машина покійної матері Сільвії.
Сільвія приходить до тями в лікарні, до неї прийшов батько, але він не вірить жодному її слову, списуючи жахливі наговори на Айві на марення після удару. Звичайно, він упевнений, що його люба тепер Айві взагалі не була разом з його дочкою, коли та, надумавши покататися, розбила машину. Вночі Сільвія тікає з лікарні та приходить додому, коли на неї не чекали. Вона бачить, як батько пристрасно кохається з Айві. Сільвія може лише кричати; вона кидається геть в істериці, а батько в муках совісті намагається наздогнати дочку та заспокоїти. Однак він падає на промоклі від сильного дощу сходи і сильно вдаряється, і тоді Айві ніжно обіймає його. І тут він бачить у неї величезний синець на грудях і розуміє, хто насправді був за кермом. Не зовсім ясно, чи усвідомлює він і все інше, але він надто стурбований горем дочки і виїжджає машиною шукати її на нічних вулицях.
Сильвія ж, виявляється, нікуди не пішла і, як батько ховається, йде в будинок, щоб покарати свою колишню подругу. Та стоїть у кімнаті матері Сільвії в одязі загиблої жінки, навіть ніби зовні схожа на неї. Сільвія спочатку спантеличила, а Айві млосно каже їй, що готова віддати їй усю свою душевну теплоту — чи не краще за матір. Сильвія приходить до тями лише тоді, коли Айві починає хтиво цілувати тепер уже її. Вона в сказі штовхає Айві у вікно, і та повторює долю матері Сільвії. До цього Айві зізнавалася Сільвії, що мріяла б померти, впавши з великої висоти. В останній фразі Сільвія зізнається, що, по суті, дуже шкодує Айві.

## Ролі
- Дрю Беррімор — Айві
- Сара Гілберт — Сильвія Купер
- Том Скерріт — Дерріл Купер
- Шеріл Ледд — Джорджи Купер
- Алан Сток — Боб
- Джинн Саката — Ізабель
- Леонардо Ді Капріо — хлопець